# Lemniscomys macculus
Lemniscomys macculus és una espècie de mamífer rosegador de la família dels múrids. Viu a altituds d'entre 500 i 1.300 msnm a Etiòpia, Kenya, la República Democràtica del Congo, el Sudan del Sud i Uganda. Els seus hàbitats naturals són les zones semiàrides, els herbassars oberts i, rarament, els herbassars espessos. És una espècie en risc mínim, és a dir, no sembla que hi hagi cap amenaça significativa per a la seva supervivència.